# Penicillium cyaneum
Penicillium cyaneum är en svampart som först beskrevs av Bainier & Sartory, och fick sitt nu gällande namn av Biourge ex Thom 1930. Penicillium cyaneum ingår i släktet Penicillium och familjen Trichocomaceae.   Inga underarter finns listade i Catalogue of Life.